# Merrifield y Moorefield

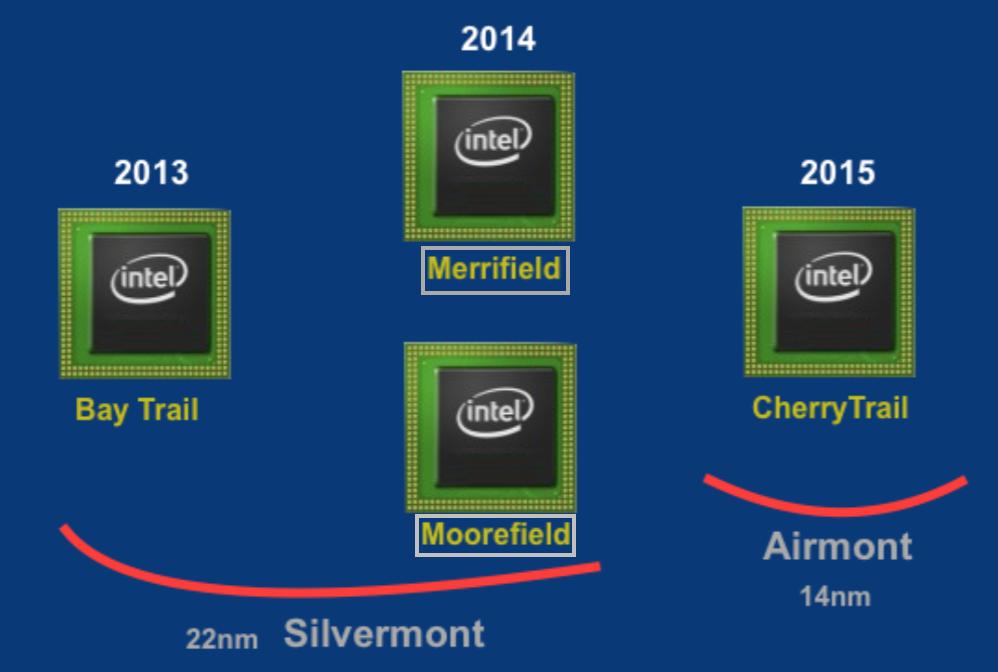
Merrifield y Moorifield

Estas dos plataformas de SoCs son una continuidad de la gama Intel Atom Z3000. Estas plataformas han aparecido en 2014. Siguiendo la filosofía de su predecesor, Bay Trail, estas también se dividen en dos: los SoCs Quad-Core que son la serie Intel Atom Z3500 y se denominan Moorefield y los de Dual-Core, que son los Atom Z3400 y se denominan Merrifield.
En el evento Computex 2014 se presentó oficialmente el Intel Atom Z3580 (Morrefield), que cuenta con características y rendimiento superiores al Qualcomm SnapDragon 801, Nvidia Tegra 4 y al A7 de Apple. También se presentó el Intel Atom Z3480(Merrifield), ambos procesadores de 64 bits.
Intel señaló que estos SoCs son los primeros en incorporar la nueva “Intel Integrated Sensor Solution”, que gestiona los datos de los sensores integrados para mantener las aplicaciones contextualmente conscientes incluso cuando el dispositivo esta en reposo. Según Intel, el chip Merrifield (Z3480) ofrece una navegación web del 16% más rápida que la del iPhone 5s después de utilizar el benchmark WebXPRT, y más del doble que el Qualcomm 800 en el Galaxy S4.
Intel ha probado su chip Merrifield, utilizando un teléfono diseñado específicamente para las pruebas. Este otorga unas 19,2 horas de batería en comparación con las 14,5 del Galaxy S4, y según los ejecutivos de Intel con Moorefield los números son aún mejores.